# رسته‌های سپاه پاسداران انقلاب اسلامی

نشان سپاه پاسداران انقلاب اسلامی (سپاه)

رسته‌های سپاه پاسداران انقلاب اسلامی به هر یک از واحدهای تخصصی سپاه پاسداران انقلاب اسلامی گفته می‌شود که اعضای آن در یک زمینه خاص فعالیت می‌کنند. معمولاً نشانی بر روی یقه همه نظامی‌ها (کارکنان فرماندهی انتظامی، ارتش، سپاه و …) دوخته می‌شود که نشانگر رسته محل فعالیت آن فرد است ابعاد، ساختار ظاهری، میزان ارزش، مفاهیم و فلسفه‌های وجودی نشان ها، علایم، نشان‌ها و درفش‌های نظامی با میزان روحیه و اعتماد به نفس نظامیان رابطهٔ مستقیمی دارد.

## نشان‌های رسته‌های سپاه پاسداران
| نشان رسته                                        | نام رسته        | نشان رسته          | نام رسته                   | نشان رسته | نام رسته           |
| ------------------------------------------------ | --------------- | ------------------ | -------------------------- | --------- | ------------------ |
|                                                  | فرماندهی و ستاد |                    | آماد و پشتیبانی            |           | اطلاعات            |
|                                                  | بهداری          |                    | اداری                      |           | ترابری             |
|                                                  | جنگ نوین        |                    | حفاظت و حراست              |           | دارایی             |
|                                                  | دژبانی          |                    | حفاظت اطلاعات              |           | انتشارات و تبلیغات |
|                                                  | رایانه          |                    | مخابرات و الکترونیک (فاوا) |           | عقیدتی سیاسی       |
|                                                  | فنی و مهندسی    | امنیت 100x100پیکسل | تعمیرات                    |           | مقاومت             |
| رسته اطلاعات و امنیت سپاه پاسداران انقلاب اسلامی | امنیت           |                    | فرهنگی                     |           |                    |

### رسته‌های نیروی زمینی سپاه
| نشان رسته | نام رسته   | نشان رسته | نام رسته | نشان رسته | نام رسته |
| --------- | ---------- | --------- | -------- | --------- | -------- |
|           | پیاده نظام |           | توپخانه  |           | زرهی     |

### رسته‌های نیروی دریایی سپاه
| نشان رسته | نام رسته               | نشان رسته | نام رسته         | نشان رسته | نام رسته                     |
| --------- | ---------------------- | --------- | ---------------- | --------- | ---------------------------- |
|           | برق و الکترونیک دریایی |           | تفنگداران دریایی |           | ناوبری                       |
|           | غواصی                  |           | مکانیک دریایی    |           | موشکی و توپخانه ساحل به دریا |

### رسته‌های نیروی هوافضای سپاه
| نشان رسته | نام رسته              | نشان رسته | نام رسته | نشان رسته | نام رسته     |
| --------- | --------------------- | --------- | -------- | --------- | ------------ |
|           | برق و الکترونیک هوایی |           | موشکی    |           | پدافند هوایی |
|           | خدمات پروازی          |           | خلبانی   |           | کنترل هوایی  |
|           | مکانیک هوایی          |           |          |           |              |